# Tweede Kamerverkiezingen in het kiesdistrict Roermond (1848-1850)
Tweede Kamerverkiezingen in het kiesdistrict Roermond (1848-1850) geeft een overzicht van verkiezingen voor de Nederlandse Tweede Kamer in het kiesdistrict Roermond in de periode 1848-1850.
Het kiesdistrict Roermond werd ingesteld na de grondwetsherziening van 1848. Tot het kiesdistrict behoorden de volgende gemeenten: Baexem, Beegden, Buggenum, Grathem, Haelen, Heel en Panheel, Heythuyzen, Herten, Horn, Hunsel, Ittervoort, Linne, Maasniel, Meijel, Melick en Herkenbosch, Nederweert, Neer, Neeritter, Nunhem, Posterholt, Roermond, Roggel, Sint Odiliënberg, Stramproij, Swalmen, Thorn, Vlodrop, Weert en Wessem.
Het kiesdistrict Roermond vaardigde in deze periode per zittingsperiode één lid af naar de Tweede Kamer.
Legenda
- vet: gekozen als lid van de Tweede Kamer.

## 30 november 1848
De verkiezingen werden gehouden na ontbinding van de Tweede Kamer, na inwerkingtreding van de herziene grondwet.
|                                    | 30 november |
| ---------------------------------- | ----------- |
| Kiesgerechtigden                   | 525         |
| Opkomst                            | 410         |
| Geldige stemmen                    | 407         |
| Blanco stemmen                     | 3           |
| Kandidaten                         |             |
| J.L.M. Leclercq                    | 257         |
| J.L.T.A.L. van Scherpenzeel Heusch | 128         |

## Voortzetting
In 1850 werd het kiesdistrict Roermond omgezet in een meervoudig kiesdistrict, waaraan een gedeelte van de opgeheven kiesdistricten Sittard en Venlo toegevoegd werd.